# قائمة رؤساء وزراء كوسوفو
رئيس وزراء جمهورية كوسوفو (بالألبانية: Kryeministri i Republikës së Kosovës)، (بالسيريلية الصربية: Премијер Републике Косова)، بالحروف اللاتينية :Premijer Republike Kosova) هو رئيس حكومة جمهورية كوسوفو.

## رؤساء وزراء كوسوفو

### مقاطعة كوسوفو الاشتراكية ذاتية الحكم
| No.                                          | الصورة | الاسم (الميلاد–الوفاة)             | في المنصب     | في المنصب     | الحزب                                          |
| -------------------------------------------- | ------ | ---------------------------------- | ------------- | ------------- | ---------------------------------------------- |
| رئيس المجلس التنفيذي للجنة الشعبية 1945–1953 |        |                                    |               |               |                                                |
| 1                                            |        | فاضل خوجه (1916–2001)              | 1945          | فبراير 1953   | الحزب الشيوعي غير في 1952 إلى رابطة الشيوعيين ‏ |
| رؤساء المجلس التنفيذي 1953–1990              |        |                                    |               |               |                                                |
| 1                                            |        | فاضل خوجه (1916–2001)              | فبراير 1953   | يونيو 1963    | رابطة الشيوعيين                                |
| 2                                            |        | علي شكريو (1919–2005)              | يونيو 1963    | مايو 1967     | رابطة الشيوعيين                                |
| 3                                            |        | إليجا فاكيتش (1932–)               | مايو 1967     | مايو 1974     | رابطة الشيوعيين                                |
| 4                                            |        | بوغولجوب نيديليكوفيتش (1920–1986)  | مايو 1974     | مايو 1978     | رابطة الشيوعيين                                |
| 5                                            |        | بحري أوروتشي (1930–2011)           | مايو 1978     | مايو 1980     | رابطة الشيوعيين                                |
| 6                                            |        | ريزا سابونكسيو (1925–2008)         | مايو 1980     | مايو 1982     | رابطة الشيوعيين                                |
| 7                                            |        | إيمير بولا (1921–2010)             | مايو 1982     | 5 مايو 1984   | رابطة الشيوعيين                                |
| 8                                            |        | ليوبومير نيو بوركوفيتش (1926–2009) | 5 مايو 1984   | مايو 1986     | رابطة الشيوعيين                                |
| 9                                            |        | نمزي مصطفى (1941–)                 | مايو 1986     | 1987          | رابطة الشيوعيين                                |
| 10                                           |        | كاكوشا الجشاري (1946–)             | 10 مارس 1987  | 9 مايو 1989   | رابطة الشيوعيين                                |
| 11                                           |        | نيكولا شكريلي (1944–)              | 9 مايو 1989   | 1989          | رابطة الشيوعيين                                |
| 12                                           |        | داوت جاشانيكا (1948–2020)          | 1989          | 4 ديسمبر 1989 | رابطة الشيوعيين                                |
| 13                                           |        | يوسف زين الله (1944–)              | 4 ديسمبر 1989 | 5 يوليو 1990  | رابطة الشيوعيين ‏                               |

### جمهورية كوسوفا(تعترف بها ألبانيا فقط)
| No. | الصورة | الاسم (الميلاد–الوفاة)                 | الانتخابات | في المنصب     | في المنصب     | الحزب                           |
| --- | ------ | -------------------------------------- | ---------- | ------------- | ------------- | ------------------------------- |
| 1   |        | يوسف زين الله (1944–)                  | —          | 7 سبتمبر 1990 | 5 أكتوبر 1991 | الرابطة الديمقراطية لكوسوفو     |
| 2   |        | بويار بوكوشي (1947–)                   | —          | 5 أكتوبر 1991 | 1 فبراير 2000 | الرابطة الديمقراطية لكوسوفو     |
| —   |        | هاشم ثاتشي (1968–) رئيس الوزراء المؤقت | —          | 2 أبريل 1999  | 1 فبراير 2000 | حزب الاتحاد الديمقراطي الكوسوفي |

### كوسوفو تحت إدارة الأمم المتحدة
| No. | الصورة | الاسم (الميلاد–الوفاة)                     | الانتخابات | في المنصب     | في المنصب      | الحزب                                    |
| --- | ------ | ------------------------------------------ | ---------- | ------------- | -------------- | ---------------------------------------- |
| 1   |        | بيرم رجب (1954–2017)                       | 2001       | 4 مارس 2002   | 3 ديسمبر 2004  | حزب الاتحاد الديمقراطي الكوسوفي          |
| 2   |        | راموش هاراديناج (1968–)                    | 2004       | 3 ديسمبر 2004 | 8 مارس 2005    | التحالف من أجل مستقبل كوسوفو             |
| —   |        | أديم ساليهاج (1950–) رئيس الوزراء بالوكالة | —          | 8 مارس 2005   | 25 مارس 2005   | الرابطة الديمقراطية لكوسوفو              |
| 3   |        | باجرام كوسومي (1960–)                      | —          | 25 مارس 2005  | 10 مارس 2006   | الحزب البرلماني في كوسوفو                |
| 4   |        | أجيم تشيكو (1960–)                         | —          | 10 مارس 2006  | 9 يناير 2008   | مسنقل يدعمه التحالف من أجل مستقبل كوسوفو |
| 5   |        | هاشم ثاتشي (1968–)                         | 2007       | 9 يناير 2008  | 17 فبراير 2008 | حزب الاتحاد الديمقراطي الكوسوفي          |

### رؤساء وزراء جمهورية كوسوفو (2008 - حتى الآن)
|               | الصورة | الاسم (الميلاد-الوفاة)               | في المنصب      | في المنصب     | في المنصب | حزب سياسي                       | الانتخابات |
| استلام المنصب | الصورة | الاسم (الميلاد-الوفاة)               | ترك المنصب     | الأيام        |           | حزب سياسي                       | الانتخابات |
| ------------- | ------ | ------------------------------------ | -------------- | ------------- | --------- | ------------------------------- | ---------- |
| 1             |        | هاشم ثاتشي (ولد 1968)                | 17 فبراير 2008 | 9 ديسمبر 2014 | 2487      | حزب الاتحاد الديمقراطي الكوسوفي | 2007       |
| 2             |        | عيسى مصطفى (ولد 1951)                | 9 ديسمبر 2014  | 9 سبتمبر 2017 | 1005      | الرابطة الديمقراطية لكوسوفو     | 2014       |
| 3             |        | راموش هاراديناج (ولد 1968)           | 9 سبتمبر 2017  | 3 فبراير 2020 | 877       | التحالف من أجل مستقبل كوسوفو    | 2017       |
| 4             |        | البين كورتي (ولد 1975) المرة الأولى  | 3 فبراير 2020  | 3 يونيو 2020  | 121       | فيتفيندوسيي                     | 2019       |
| 5             |        | عبد الله هوتي (ولد 1976)             | 3 يونيو 2020   | 22 مارس 2021  | 292       | الرابطة الديمقراطية لكوسوفو     | –          |
| (4)           |        | البين كورتي (ولد 1975) المرة الثانية | 22 مارس 2021   | في المنصب     | 1586      | فيتفيندوسيي                     | 2021       |

## اقرأ أيضًا
- رؤساء كوسوفو